# Martin Muwanga
Martin Muwanga (sinh ngày 20 tháng 10 năm 1983) là một tiền đạo bóng đá người Uganda. Hiện tại anh thi đấu cho câu lạc bộ tại Giải bóng đá ngoại hạng Uganda Uganda Revenue Authority SC.

## Sự nghiệp
Muwanga khởi đầu sự nghiệp cùng với Police Jinja ở Giải bóng đá ngoại hạng Uganda, trước khi chuyển đến ATRACO FC năm 2006 và sau đó cho Uganda Revenue Authority SC năm 2008.

## Sự nghiệp quốc tế
Từ năm 2004 đến năm 2005, anh thi đấu 2 trận cho Đội tuyển bóng đá quốc gia Uganda.